# Andrew Nabbout
Andrew Nabbout (født 17. december 1992) er en australsk fodboldspiller. Han har spillet for Australiens landshold.

## Australiens fodboldlandshold
| Australiens landshold | Australiens landshold | Australiens landshold |
| År                    | Kmp                   | Mål                   |
| --------------------- | --------------------- | --------------------- |
| 2018                  | 8                     | 2                     |
| Total                 | 8                     | 2                     |